# Notes sur Paris. Vie et opinions de M. Frédéric-Thomas Graindorge
Notes sur Paris. Vie et opinions de M. Frédéric-Thomas Graindorge est un roman d’Hippolyte Taine paru en 1867.

## Histoire
Notes sur Paris. Vie et opinions de M. Frédéric-Thomas Graindorge fut initialement publié par L. Hachette et Cie à Paris en 1867.

## Résumé
Hippolyte Taine se décrit dans la préface comme l’exécuteur testamentaire de M. Graindorge, un homme dont il appréciait la conversation et qu’il décrit comme un pessimiste, replié sur lui-même, qui n’était attaché à rien ni personne.
Thomas Graindorge se présente, il a quitté Paris à l’âge de onze ans, collège anglais, université allemande, il part faire fortune en Amérique, élève des cochons, les transforme en porc salé, réinvestit tout dans le pétrole. Fortune faite et n’ayant ni lien ni envie de rester dans un pays sans finesse, il revient passer du bon temps dans un Paris qu’il a quitté quarante années auparavant.
Il croque dans une série de portraits parfois féroce et misogyne, les femmes, jeunes filles, jeunes gens de la bonne société parisienne. Il les décrit tour à tour à l’opéra, au concert, au bal, lors d’un dîner, d’un mariage.
Sur un ton humoristique, il propose la création d'une agence matrimoniale nationale qui aurait pour but d'épargner du temps et de l'argent aux parents inquiets de trouver un bon parti à leurs enfants. Les jeunes gens seraient classés selon la dot promise, les autorités ecclésiastiques et judiciaires seraient les garants moraux des prétendants.

## Tables des matières
- Préface

- Premières notes

- M. Graindorge au lecteur

- Un Salon

- Les Bals publics

- Conseils à mon neveu Anatole  Durand sur la façon dont il doit se tenir dans le monde

- La Parisienne

- Les Jeunes Filles

- Les Jeunes Gens

- A l'Ambassade

- Le Monde

- Aux Italiens

- Proposition nouvelle et conforme aux tendances de la civilisation moderne, ayant pour but d’assurer le bonheur des ménages et de régulariser une institution de premier ordre abandonnée jusqu’ici à l’arbitraire et au hasard

- Un Dîner

- Un Mariage

- La Jeune Première

- Le Jeune Premier

- Les Artistes

- La Morale

- La Conversation

- Une semaine

- Un tête-à-tête

- M. Graindorge

## Extraits
- Des gens du monde qui vivent pour le plaisir et l’attrapent une fois sur dix, des bourgeois qui courent après sans l’atteindre, des filles et une populace interlope qui le vendent ou le filoutent : voilà Paris. Un seul but : jouir et paraître[1].
- Je vais dans le monde comme au théâtre, plus volontiers qu’au théâtre ; les acteurs sont meilleurs, surtout ils sont plus fins et après tant d’années en Amérique, c’est de finesse que j’ai besoin[2].
- L’honnête homme à Paris ment dix fois par jour, l’honnête femme vingt fois, l’homme du monde cent fois par jour. On n’a jamais pu compter combien de fois par jour ment une femme du monde[3].
- Vers deux cent cinquante mille francs de dot, le dossier comprendrait en outre la photographie du crâne (pour attester la conservation des cheveux), de la bouche ouverte (pour montrer l’état des incisives et des canines), des pieds et des mains (pour démontrer la petitesse aristocratique)[4].
- L'enfant est pour la mère un homme indéfini, maniable, sur qui l'imagination travaille sans limites, bref une réduction de l'idéal. C'est pourquoi, aux yeux de la mère, le mari tombe au second rôle, devient un fournisseur de l'enfant, un premier domestique[5].